# Griffin Reinhart
Griffin Reinhart (* 24. Januar 1994 in West Vancouver, British Columbia) ist ein ehemaliger kanadischer Eishockeyspieler, der im Verlauf seiner aktiven Karriere zwischen 2009 und 2022 unter anderem 30 Spiele für die New York Islanders und Edmonton Oilers in der National Hockey League (NHL) bestritten hat. Zudem spielte der Verteidiger ein Jahr lang für die Iserlohn Roosters in der Deutschen Eishockey Liga (DEL).

## Karriere
Reinhart wurde 2009 beim WHL Bantam Draft an dritter Position von den Edmonton Oil Kings ausgewählt. Die Saison 2009/10 verbrachte er zum Großteil aber noch bei den Vancouver NW Giants in der British Columbia Major Midget League, für die er schon in der Vorsaison aufs Eis gegangen war. Seit 2010 gehört er fest zum Kader der Oil Kings in der Western Hockey League, mit denen er in der Saison 2011/12 die Meisterschaft in der WHL gewann.
Nach seiner Teilnahme am CHL Top Prospects Game wurde er beim NHL Entry Draft 2012 an vierter Stelle von den New York Islanders ausgewählt. Kurz darauf unterschrieb er bei den Islanders einen Vertrag über drei Jahre. In der Saison 2012/13 war er Kapitän bei den Edmonton Oil Kings. Im Anschluss an die Saison 2013/14 wurde Reinhart erstmals in den Kader der New York Islanders berufen und absolvierte in der folgenden Spielzeit 9 Spiele in der NHL. Den Großteil der Saison verbrachte er allerdings bei den Bridgeport Sound Tigers in der American Hockey League (AHL). Während des NHL Entry Draft 2015 wurde Reinhart an die Edmonton Oilers abgegeben, die ihrerseits ein Erst- und ein Zweitrunden-Wahlrecht für diesen Draft nach New York schickten.
Im Juni 2017 wurde er im NHL Expansion Draft 2017 von den Vegas Golden Knights ausgewählt. Dort konnte er sich allerdings keinen Stammplatz erspielen und war somit ausschließlich bei den Chicago Wolves in der AHL aktiv, ehe sein auslaufender Vertrag im Sommer 2019 nicht verlängert wurde. Nach einem Engagement in der Saison 2019/20 bei Kunlun Red Star in der Kontinentalen Hockey-Liga war er zunächst vereinslos, ehe der Kanadier im Februar 2021 von den Iserlohn Roosters aus der Deutschen Eishockey Liga unter Vertrag genommen wurde. Die Saison 2021/22 verbrachte er bei den Belfast Giants aus der Elite Ice Hockey League (EIHL), mit denen er die Meisterschaft feierte. Anschließend gab Reinhart sein Karriereende bekannt.

### International
Reinhart vertrat das Team Canada Pacific als Kapitän bei der World U-17 Hockey Challenge 2011 und gewann mit seinem Team die Bronzemedaille. Für Kanada spielte er beim Ivan Hlinka Memorial Tournament 2011, bei dem die Mannschaft die Goldmedaille gewann, und bei der U20-Junioren-Weltmeisterschaft 2013.

## Erfolge und Auszeichnungen
| - 2012 Teilnahme am CHL Top Prospects Game - 2012 Ed-Chynoweth-Cup-Gewinn mit den Edmonton Oil Kings - 2014 WHL East Second All-Star-Team - 2014 Ed-Chynoweth-Cup-Gewinn mit den Edmonton Oil Kings - 2014 Memorial-Cup-Gewinn mit den Edmonton Oil Kings | - 2022 Britischer Meister mit den Belfast Giants - 2022 EIHL All-Star First Team - 2022 Verteidiger des Jahres in der EIHL |

### International
- 2011 Bronzemedaille bei der World U-17 Hockey Challenge
- 2011 Goldmedaille beim Ivan Hlinka Memorial Tournament

## Karrierestatistik

### International
Vertrat Kanada bei:
- World U-17 Hockey Challenge 2011
- Ivan Hlinka Memorial Tournament 2011
- U20-Junioren-Weltmeisterschaft 2013
- U20-Junioren-Weltmeisterschaft 2014

(Legende zur Spielerstatistik: Sp oder GP = absolvierte Spiele; T oder G = erzielte Tore; V oder A = erzielte Assists; Pkt oder Pts = erzielte Scorerpunkte; SM oder PIM = erhaltene Strafminuten; +/− = Plus/Minus-Bilanz; PP = erzielte Überzahltore; SH = erzielte Unterzahltore; GW = erzielte Siegtore; 1 Play-downs/Relegation; Kursiv: Statistik nicht vollständig)

## Familie
Griffin Reinhart ist der Sohn des ehemaligen NHL-Profis Paul Reinhart. Seine Brüder Max und Sam sind bzw. waren ebenfalls professionelle Eishockeyspieler.